# 成金栄華時代
成金栄華時代（なりきんえいがじだい）は、和田邦坊による絵画作品。

## 概要
1928年に発表。学校の教科書にも載るなどで広く知られている。大学入試の問題にも使われている。
当時の成金を風刺している。暗い場所で靴を探している仲居に対し、成金の男が「どうだ明くなったろう」と言い百円紙幣を燃やして明るくしているという内容。
この燃やしている人物は、山本唯三郎とされる。船舶での運送業を行っていたのが、戦争で財を成したことで知られる。この他にも豪遊をした挙句に落ちぶれていった。
燃やしていたのは100円であるが、これは現在の価値に換算すれば30万円ほどになる。
2022年に和田の出身地でもある香川県善通寺市の美術館に成金栄華時代の人物のフィギュアが寄贈される。ボタンを押すとライトが点く仕組みとなっている。